# Svart sassafras
Svart sassafras (Atherosperma moschatum) är en trädart i ordningen Laurales, och tillhör samma ordning som exempelvis lagerväxterna. Den förekommer endemiskt på Tasmanien och sydöstra Australien (New South Wales, Victoria) i tempererad regnskog.

## Taxonomi
Arten beskrevs först av den franske naturalisten  Jacques Labillardière 1806 och är den enda arten i släktet Atherosperma, i familjen Atherospermataceae som består av 14 arter, varav två arter i Chile och tolv arter i den australiska regionen.

## Hot
För beståndet är inga hot kända och hela populationen bedöms som stor. IUCN listar arten som livskraftig (LC).

## Svenskt namn
Arten erhöll 2003 svenskt namn utifrån den engelska namngivningen och kallas sedan dess svart sassafras.